# Liste der Naturdenkmale in Mannweiler-Cölln
Die Liste der Naturdenkmale in Mannweiler-Cölln nennt die im Gemeindegebiet von Mannweiler-Cölln ausgewiesenen Naturdenkmale (Stand 13. Mai 2013).(Stand 28. März 2024).

## Naturdenkmale
| Nr.         | Bezeichnung                                           | Lage                                       | Beschreibung                                                                                  | Bild                                    |
| ----------- | ----------------------------------------------------- | ------------------------------------------ | --------------------------------------------------------------------------------------------- | --------------------------------------- |
| ND-7333-102 | Zwei Rosskastanien und ein Bergahorn auf dem Friedhof | Cölln, Alsenzstraße, auf dem Friedhof Lage | Aesculus hippocastanum, zwei Bäume, und Acer pseudoplatanus; um 1920 gepflanzt, bis 15 m hoch | Direkt Bild zu diesem Denkmal hochladen |